# Jagnjilo (Vladičin Han)
Pour les articles homonymes, voir Jagnjilo.
Jagnjilo (en serbe cyrillique : Јагњило) est un village de Serbie situé dans la municipalité de Vladičin Han, district de Pčinja. Au recensement de 2011, il comptait 73 habitants.
Jagnjilo se trouve dans le massif montagneux de la Kukavica.

## Démographie
| 1948 | 1953 | 1961 | 1971 | 1981 | 1991 | 2002 | 2011 |
| ---- | ---- | ---- | ---- | ---- | ---- | ---- | ---- |
| 355  | 392  | 331  | 357  | 216  | 157  | 106  | 73   |

|  |